# 필리핀 르루아볼리외

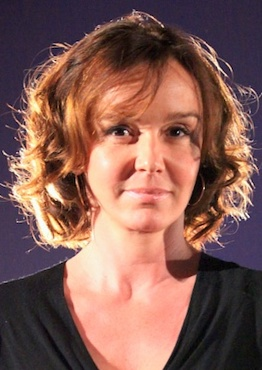

필리핀 르루아볼리외(프랑스어: Philippine Leroy-Beaulieu, 1963년 4월 25일 ~ )는 프랑스의 배우이다.

## 영화
- 라 파미에 (2018년) - 사빈느 역
- 이터너티 (2016년) - 발렌틴의 어머니 역
- 그라지엘라 (2015년)
- 가족과 3일 (2009년)
- 라 솜브라 데 나디에 (2006년)
- 러브 & 트러블 (2006년)
- 투 브라더스 (2004년) - 노르망딘 부인 역
- 세 남자와 아기 바구니 - 18년 후 (2003년)
- 바텔 (2000년)
- 떼제베 (1998년)
- 셜록과 헤라클레스 (1996년)
- 뷰티풀 그린 (1996년)
- 네프 므와 (1994년)
- 어 소울 디바이디드 인 투 (1993년) - Miriam 역
- 천국으로 가는 열쇠 (1991년)
- 프랑스 대혁명 (1989년)
- 더 포제스드 (1988년)
- 세 남자와 아기 바구니 (1985년)
- 화가의 딸 (1984년)
- 깜짝 파티 (1983년)